# Joseph Disse
Joseph Hugo Vincenz Disse (ur. 25 grudnia 1852 w Brakel, zm. 9 lipca 1912 w Oberstdorfie) – niemiecki lekarz, anatom i histolog, profesor Cesarskiego Uniwersytetu Tokijskiego i Uniwersytetu w Marburgu. Na jego cześć nazwano odkryte przez niego przestrzenie Dissego w wątrobie.

## Życiorys
Syn lekarza Andreasa Dissego. Studiował na Uniwersytecie Jerzego Augusta w Getyndze, Uniwersytecie Juliusza i Maksymiliana w Würzburgu, Uniwersytecie Ludwika i Maksymiliana w Monachium oraz Uniwersytecie w Erlangen. Ukończył studia w Erlangen w 1875 roku, następnie był asystentem Heinricha Wilhelma Waldeyera na Uniwersytecie Cesarza Wilhelma w Straßburgu. Od 1880 do 1888 wykładał na Cesarskim Uniwersytecie Tokijskim. Po powrocie do Niemiec habilitował się i jako profesor nadzwyczajny otrzymał katedrę na Uniwersytecie w Getyndze. Od 1895 do śmierci w 1912 roku był prosektorem na Uniwersytecie w Marburgu.

## Wybrane prace
- Beiträge zur Anatomie des menschlichen Kehlkopfes, 1875[1].
- Die Entstehung des Blutes und der ersten Gefäße im Hühnerei. Archiv für Mikroskopische Anatomie 16, 1879
- Das Contagium der Syphilis, 1887[2].
- Beiträge zur Kenntnis der Spalträume des Menschen. Archiv für Mikroskopische Anatomie, 1889
- Über die Lymphbahnen der Säugetierleber. Archiv für Mikroskopische Anatomie 36, 1890
- Untersuchungen über die Lage der menschlichen Harnblase und ihre Veränderungen im Laufe des Wachstums. Anat. Hefte, Bd. 1, S. 1, 1891
- Grundriß der Gewebelehre. Stuttgart, Enke, 1892
- Über die Veränderungen der Epithelien in der Niere bei der Harnsekretion. Nachr. d. Ges. d. Wiss., Göttingen, 1892
- Grundriss der Gewebelehre. Dtsch med Wochenschr 1894; 20: 388-388
- Über die Spinalganglien der Amphibien. Verhdl. d. Anat. Gesellsch., VII. Versammlung
- Ueber Epithelknospen in der Regio olfactoria der Säuger. Anatomische Hefte 6, 1896
- Die erste Entwickelung des Riechnerven, 1897[3]
- Anatomie des Rachens. Heymanns Handbuch der Laryngologie, Wien 1899
- Über die erste Entwicklung des Riechnerven. Sitzgsb. Ges. zur Beförd. der Naturw. in Marburg, 1896, s. a. Anat. Hefte, Nr. 28-30, 1897
- Zur Anatomie der Niere. Sitzb. Ges. zur Bef. der Naturw., Marburg 1898
- Die Niere winterschlafender Tiere. 1900
- Wirbelsäule und Thorax. Handbuch der Anatomie, herausgegeben von K. v. Bardelkben, 1896
- Harnorgane. Handb. der Anat., herausgeg. von K. v. Bardeleben, 1902
- Early development of the olfactory nerve. Journ. Anat. Phys., vol. 35, 1902
- Über die Blutgefäße der menschlichen Magenschleimhaut. Sitzb. Ges. zur Bef. d. Naturw. in Marburg, 1903, s. a. Arch. f. m. Anat., Bd. 63, 1904
- Untersuchungen über die Durchgängigkeit der jugendlichen Magendarmwand für Tuberkelbazillen. Berliner klinische Wochenschrift, 1903
- Über die Entwicklung des Kloakenhöckers bei Talpa europaea. Sitzgsb. der Ges. zur Bef. der Naturw., Marburg 1904, s. a. Anat. Hefte, Nr. 82, 1905
- Über die Vergrößerung der Eikammer. Verhdl. der Deutschen Ges. für Gynäkologie, Kiel 1905 (Leipzig 1906) — s. a. Stzgsb. d. Ges. zur Bef. d. Naturw., Marburg 1905, Archiv für Mikroskopische Anatomie 68, 1906
- Weitere Mitteilungen über das Verhalten des Schleims im Magen von menschlichen Embryonen und von Neugeborenen. Beiträge zur Klinik der Tuberkulose 4, 1905
- Über die Bildung des Zahnbeins. Sitzungsber. d. Gesellsch. zur Bef. der Naturw., Marburg 1908
- Über die Bildung des Knochengewebes. Ebend. 1908, s. a. Arch. f. mikr. Anat., Bd. 73, 1909
- Wie entsteht die Grundsubstanz des Zahnbeins? Anatomischer Anzeiger 35, 1909
- Über die Lymphbahnen der menschlichen Magenschleimhaut. Stzgsb. d. Ges. zur Bef. der Naturw., Marburg 1910.